# Oberon Media
Oberon Media war ein Multiplattform-Casual-Game-Entwickler, der Computerspiele entwickelt hat, Bereitstellung von Gelegenheitsspielen in den Kategorien Online, Social, Mobile/Smartphone, interaktives Fernsehen und Einzelhandel. Oberon-Spiele wurden von globalen Digital- und Medienunternehmen übernommen, wie z. B. Acer, Microsoft, AT&T, Yahoo!, Electronic Arts, und Orange France.
I-play, die Spieleveröffentlichungsabteilung von Oberon Media, arbeitete mit Spieleentwicklern zusammen, um Gelegenheitsspiele für Online-, soziale, Mobil-/Smartphone-, Konsolen- und iTV-Plattformen zu produzieren.
Oberon Media wurde 2003 gegründet und hatte seinen Hauptsitz in New York sowie Niederlassungen in Nordamerika, Europa und Asien und wurde von Goldman Sachs, Morgan Stanley und Oak Investment Partners unterstützt. Mitbegründerin Jane Jensen ist die Designerin des Gabriel-Knight-Adventures.
Oberon Games entwickelte ein paar Spiele für Windows XP, Windows Vista, und Windows 7, so wie Chess Titans, und Inspector Parker.
Im Jahr 2013 wurden die Vermögenswerte von Oberon Media von iWin, Inc. übernommen.